# Ахпюр Сероб
Ахпю́р Серо́б (арм. Աղբյուր Սերոբ ), Серо́б Варданя́н (арм. Սերոբ Վարդանյան), также известен как Серо́б Паша́ (арм. Սերոբ Փաշա) (1864 — 1 ноября 1899) — герой армянского национально-освободительного движения, воевавший против Османской империи во второй половине XIX века. Наиболее видный представитель армянского федаинского движения 1890-х годов. 

## Биография
Родился в селе Сохорд округа Хлат Битлисского вилайета (Западная Армения).
В 1891 году в столкновении с двумя курдами убил одного из них, из-за чего бежал в Константинополь. В 1892 году он отправился в Румынию и открыл там кофейню, намереваясь использовать ее как место встречи молодых революционеров. В конце концов он присоединился к Армянской революционной федерации и вернулся в Османскую империю, в Битлисский Вилайет, где взял в руки оружие, чтобы защитить местное армянское население от турок и курдов.
В конце 1895 года с группой из 27 человек вернулся в Хлат и начал вооруженную борьбу против турок. Организовал в армянских селах партийные комитеты и самооборону из семи боевых отрядов, успешно защищая армянские села в ходе произошедшей в 1896 году резни (бои у сел Тегут и Сохорд). Прославился как защитник крестьян, которые дали ему прозвище «Ахпюр Сероб» («Родник Сероб»), сложили о нём многочисленные песни и поговорку: «бог — на небе, Сероб — на земле». Одержал ряд побед над курдскими формированиями и высылавшимися против него регулярными войсками (в Шамиране, Джргоре, Согорде, Нембуте, Сасуне, Хатвине). Вместе с ним участвовала в боях и его жена Сосе Майрик. Турки несколько раз окружали дома, в которых находился Сероб, однако ему всегда удавалось вырываться и уходить от преследований. После сражения со стянутыми против него турецкими силами под Бабшеном 20 октября 1898 года Сероб был вынужден покинуть Хлат и уйти в Сасун. После битвы при Бабшене Сероб получил титул «паша».
Вскоре в селе Гелиегузан Сероб был осажден турецким батальоном. Он вырвался, потеряв в бою двух братьев и сына Акопа; Сосе Майрик была ранена и попала в плен. 1 ноября 1899 года Ахпюр Сероб был отравлен предателями-армянами по наущению местного правителя, курдского аги Башире Халила, получившего за это орден от султана. Чтобы запугать армян, турки перенесли голову Сероба из Сасунских гор в Багеш. Но вскоре после этого убийц выследил и уничтожил Геворк Чауш, а Башире Халила убил Андраник, отославший снятый с убитого орден в бюро партии в Женеве.